# Phare de Mesa Roldán
Le phare de Mesa Roldán est un phare situé sur le dôme volcanique de Mesa Roldán (es) proche de la ville de Carboneras, dans la province d'Almería en Andalousie (Espagne). Il est dans le parc naturel de Cabo de Gata-Níjar .
Il est géré par l'autorité portuaire d'Almería.

## Histoire
Le phare a été inauguré le 31 décembre 1863. Il est érigé sur la bord de la falaise de la Mesa Roldán, un plateau volcanique surplombant la mer à plus de 200 m au-dessus du niveau de la mer. C'est une tour octogonale, avec galerie et lanterne, de 18 m de haut, attenante à une maison de gardien d'un seul étage. L'édifice est peint en blanc avec des pierres ocres et la lanterne est gris métallique. Il a été électrifié en 1972 et entièrement automatisé en 1986. Il émet quatre éclats blancs toutes les 20 secondes visible jusqu'à 43 km en mer. Il est localisé à 8 km au sud de Carboneras. Il domine le parc naturel de Cabo de Gata-Nijár.
Identifiant : ARLHS : SPA-178 ; ES-22700 - Amirauté : E0108 - NGA : 4496 .

### Lien connexe
- Liste des phares en Espagne